# 변승업
변승업(卞承業, 1623년 ∼ 1709년)은 조선 후기 사역원 소속 일본어 역관이다. 1645년(인조 23) 식년시 역과에 2등으로 합격하여 관직은 가의대부 동지중추부사에 이르렀다. 장현과 김근행과 함께 조선 후기를 대표한 대거부(大巨富) 역관 중 한 명이다. 자는 선행(善行)이고 본관은 초계(草溪)이다. 희빈 장씨의 외가 친척이자 인척(姻戚) 관계도 맺고 있다.

## 생애
고조부는 정난원종공신이었던 변옥동이고, 증조부는 예빈시 참봉을 지낸 변희완이다. 할아버지인 변계영은 정3품 당상인 절충장군을 지냈는데, 이 변계영이 바로 연암 박지원의 유명소설인 《허생전》에 등장한 변 부자의 실제 모델이다. 아버지는 역관 변응성으로 당상관에 올랐으며 최고관직이 동지중추부사에 이르렀다. 그의 어머니는 예산정씨로 사과(司果)를 지낸 정세담(丁世淡)의 딸이다. 정세담의 직위는 종4품 무관 선략장군에 이르렀다. 조부 변계영의 큰형이 사역원 첨정을 지낸 일본어 역관 윤성립의 장인으로, 윤성립이 바로 희빈 장씨의 외조부이다.
후실 부인인 예산정씨와의 사이에서 9남 1녀를 얻은 변응성(卞應星)은 장남을 무과로 입신시켜 양반의 신분을 갖게 했으며 나머지 아들들에겐 잡과를 응시 시켰는데 이 중 막내아들인 변승업을 포함한 아들 6명이 역관이 되었다. 이후 역관에서 은퇴한 변응성은 의주에 머물며 장사로 재산을 막대히 불렸다고 한다.
내의관 출신인 이춘양의 딸 영천이씨와 혼인한 변승업은 1645년(인조 23년)에 식년시 역과 시험에 2등으로 합격하여 왜학(=일본어) 역관이 되었다. 이후 일본어 통역관으로서 부산 왜관에 자주 파견되어 통역을 맡았으며, 이때 청과의 직접교역이 불가능한 일본의 입장을 적극 활용한 중개무역으로 조선에 막대한 이득을 안겨 주었으며 동시에 그의 재산도 사돈인 장현(중국어 역관. 당시 사역원 수장)과 더불어 국중대부에 이르렀다.
1664년(현종 5년)에는 부산에서 왜학훈도(倭學訓導)를 역임하였고, 1671년(현종 12년)에는 역관에게 무관직을 제수하여 일본 사신을 대신 맞이토록 하자는 비변사의 장계로 정3품 당상 무관직인 절충장군에 제수되기에 이른다. 1680년(숙종 6년)에 일본의 관백 도쿠가와 이에쓰나가 사망하자 1681년(숙종 7년) 1월에 문위사 겸 조의사로 임명되어 대마도에 파견되었으며, 다음 해인 1682년(숙종 8년) 5월에는 도쿠가와 쓰나요시의 요청으로 꾸린 사절단에 합류하여 부사(副使) 이언강의 통역관으로서 일본에 갔다가 이해 11월에 귀국하여 특별히 종2품 가선대부(명예직)로 가자되었고, 보름이 지나지 않아 종3품 무관직인 부호군을 제수받았다.
1684년(숙종 10년) 1월, 탐학과 비리로 같은 서인측(특히 소론)에게서도 맹렬히 비판을 받았던 동래부사 소두산과 함께 대마도주(對馬島主)에게 사사로이 뇌물을 받은 일로 의금부에 투옥되었다가 송시열의 문하로서 뒷배가 튼튼했던 소두산은 1월 말에 무혐의로 방면되어 공흥도 관찰사로 임명되었지만 통역관에 불과했던 변승업은 6월 말에 이르러서야 방송될 수 있었다. 1686년(숙종 12년) 기사환국의 여파로 노론 과격인물이었던 이사명이 경신환국 후 남인을 함정에 빠트려 척살할 목적으로 왜와 내통했던 죄가 논죄될 때 1681년(숙종 7년) 대마도 파견 당시 대동하였던 당하 역관 이준한(李俊漢)과 함께 공범 혐의를 받고 체포되어 문초받았다.
조선 후기를 대표하는 거부였으나 중인 역관에 불과한 신분 탓에 제약이 컸으며, 사돈인 장현이 문관의 공적이 되어 수차례 화를 입고 결국 몰락하는 모습을 직접 목격하기도 했기에 장현과는 반대 행보를 걸었다. 이에 막대한 뇌물과 대출을 통해 집권 당파와 실세들의 비위를 맞췄으며 일찍이 관직에서 물러나고 의복과 관대를 일부러 낡거나 뿔로 된 것에 옷칠과 금칠을 한 것으로 사용하는 등 문관에게 몸을 낮춘 덕분에 갑술환국과 무고의 옥 후에도 무사할 수 있었고 노·소론이 공동으로 펼친 역관의 지위 및 권한을 대폭 압축하며 탄압하는 정책 아래에서도 화를 입지 않았다. 임신한 질녀가 옥교(屋轎)를 탄 것이 문제가 되었고, 아내 영천 이씨가 사망하자 왕족에게만 한정된 옻칠을 한 관을 써서 물의가 일어나기도 했으나 조정의 중신들에게 수만 금을 뿌려 사태를 무마시키기도 했다. 사망 직전 회계장부를 확인해 대출 상황을 헤아리니 자그마치 은 50만 냥(약 1500억 원)에 달하였다고 한다. 변승업은 후손들에게 자신이 시중에 푼 대출금 은 50만 냥을 절대 모르는 척하고 받으려고 하지도 언급하지도 말라는 유언을 남겨 그의 사후에 발생할 가문의 화를 막았다. 1709년(숙종 35년)에 사망했다. 훗날 그의 상속자 자리를 두고 그의 종손자(조카의 아들, 4촌)인 변정태를 중심으로 친척 사이에 싸움이 일어나 영조 10년에 예조판서 신사철이 인륜의 큰 폐단이라며 영조에게 장계를 올린 바 있다.

## 《허생전》의 모델
"나는 일찍이 윤영(尹映)이란 이에게 변승업의 부(富)에 관한 이야기를 들었다. 그의 부(富)는 애초부터 유래가 있어서 승업의 조부 때에는 돈이 몇 만 냥에 지나지 않았더니, 일찍이 허성(許姓: 허씨 성, 허생)을 지닌 선비의 은 10만 냥을 얻어서 드디어 옥갑야화(玉匣夜話)로 되어 있는 본에는 승업의 조부로부터 요기까지가 누락되었는데, 요기선 옥류산관본(玉溜山館本)·진덕제야화(進德齊夜話)에 의거하여 후보하였다. 일국의 으뜸이 되었던 것이 승업에게 이르러서 조금 쇠퇴된 셈이다. 그가 처음 재산을 일으킬 때에 역시 운명이 있는 듯 싶었다. 이는 허생의 일을 보아서 이상스러움을 깨달았다. 허생은 끝내 자기의 이름을 드러내지 않았으므로 세상에서는 그를 아는 이가 없었다 한다. 이제 윤영의 이야기를 적으면 다음과 같다." ... 이하 《허생전》으로 이어짐.— 《옥갑야화》서문

일부에선 《허생전》에 등장하는 변 부자를 변승업으로 지목하기도 하지만 이는 잘못된 해석으로, 박지원이 《옥갑야화》서문에 변승업에 대해 얘기를 하다가 돌연 얘기를 변승업의 부(富)의 기원으로 전환하면서 유명인인 변승업의 이름만 알았던 탓인지 변승업의 이름만 재차 반복하여 혼동이 생겨난 것으로 보인다. 그러나 "(허생에게 얻은 은 10만 냥에 의해 부가) 일국의 으뜸이 되었던 것이 승업에게 이르러서 조금 쇠퇴된 셈이다."라는 문장에서 알 수 있듯이 박지원이 언급한 변 부자는 결코 변승업이 될 수 없다. 또한, 인조 말기~효종 초기를 배경으로 한 《허생전》에서 변 부자는 이미 은퇴를 한 것으로 보이는데 이 시기 변승업은 한창 활동 중이었으며, 변 부자와 오래전부터 친한 관계로 등장한 어영대장 이완(李浣)은 1602년 생으로 변승업보다 21세 연상이다. 이에 《허생전》의 변 부자는 변승업의 조부인 변계영이나 부친인 변응성으로 추정된다.

## 가족 관계
- 증조부 : 변희완(卞希完)
  - 할아버지 : 변계영(卞繼永)
    - 아버지 : 변응성(卞應星)[10] - 희빈 장씨의 모친 파평 윤씨의 외당숙
    - 어머니 : 예산 정씨 - 정세담(丁世淡)의 딸
      - 부인 : 영천 이씨 - 이춘양(李春楊)의 딸
        - 장남 : 변이창(卞爾昌)[11] - 역관, 여양부원군 민유중에게 쌀을 바치고 양반으로 신분을 고침.
        - 장부 : 장현(張炫)의 딸 - 희빈 장씨의 재종언니
        - 차남 : 변이흥(卞爾興)[12] - 무관
        - 삼남 : 변이화(卞爾和)
        - 딸 : 6명

## 참고 자료
- 《승정원일기》
- 《조선왕조실록》
- 《비변사등록》
- 《조선시대잡과합격자총람(朝鮮時代雜科合格者總覽)》(韓國學中央硏究院)
- 《옥갑야화》- 연암 박지원 저
- 《조선의 거상 경영을 말하다》- 한정주 저
- 《조선 최대 갑부 역관》- 이덕일 저
- 《문화콘텐츠닷컴》::역관

## 같이 보기
- 허생전
- 옥갑야화
- 김근행
- 최세진
- 장현
- 장형
- 희빈 장씨